# Zoltán Lajos Bay
Zoltán Lajos Bay (24. červenec 1900, Gyulavári – 4. říjen 1992, Washington) byl maďarský fyzik. Proslul tím, že vyvinul mikrovlnnou technologii a wolframové žárovky. Podílel se též na vývoji radaru, byl druhým člověkem, který zachytil radarové ozvěny z Měsíce. V roce 1923 začal pracovat v laboratořích firmy Tungsram, která zkoumala možnosti zlepšení světelných zdrojů, především elektrické žárovky. Spolupracoval zde s György Szigetim na vývoji křemíkových výbojek a zářivek. Jejich patent "elektroluminiscenčních světelných zdrojů" vyrobených z karbidu křemíku byl předchůdcem světelných diod (LED žárovek). Od roku 1930 působil na univerzitě v Szegedu jako profesor teoretické fyziky. V roce 1955 se stal vedoucím katedry jaderné fyziky v National Bureau of Standards v USA, sehrál důležitou roli ve zpřesnění definice metru na konferenci mezinárodního úřadu pro míry a váhy roku 1983. V roce 1998 mu stát Izrael udělil titul Spravedlivý mezi národy a jeho jméno je uvedeno v památníku Jad Vašem.